# 恋愛上手になるために
『恋愛上手になるために』（原題：The Good Night）は、2007年のアメリカ・イギリス・ドイツ合作映画。

## ストーリー
元人気バンドのメンバーで現在はCMの作曲家をしているゲリーは、ニューヨークのギャラリーで働いているドーラと同棲している。だが、二人は代わり映えも成功への希望もない、鬱々とした日々を送っている。そんな中、ゲリーは夢の中で理想の女性のアンナと出会う。ゲリーはアンナを求め、夢をコントロールする術に凝る一方、ドーラとは距離を置き始める。ある日ゲリーは街中の広告写真にアンナそのままの女性メロディアを見つける。つてを辿り、ゲリーは彼女に接近するが――

## キャスト
- アンナ / メロディア：ペネロペ・クルス
- ゲリー：マーティン・フリーマン
- ドーラ：グウィネス・パルトロー
- メル：ダニー・デヴィート
- ポール：サイモン・ペッグ
- アラン・ワイゲルト：マイケル・ガンボン

## スタッフ
- 監督・脚本：ジェイク・パルトロー
- プロダクションデザイン：イヴ・スチュワート
- 衣装：ヴェリティ・ホークス
- キャスティング：ニナ・ゴールド
- 共同製作：ウォルフガング・シャンバーグ
- 制作協力：ニッキー・ケンティシュ・バーンズ
- 日本語字幕：藤澤睦実